# Loose Ends (EP Rachael Yamagaty)
Loose Ends – wydana w 2008 roku EP'ka amerykańskiej wokalistki Rachael Yamagata, do zakupienia drogą internetową na oficjalnej stronie wokalistki. Na "Loose Ends" znalazły się trzy utwory zapowiadające drugi w dorobku artystki album długogrający.

## Lista utworów
1. "The Other Side" (4:15)
2. "Parade" (3:23)
3. "Answering The Door" (4:08)